# Teucholabis pulchella
Teucholabis pulchella is een tweevleugelige uit de familie steltmuggen (Limoniidae). De soort komt voor in het Neotropisch gebied.